# Julian Wassermann

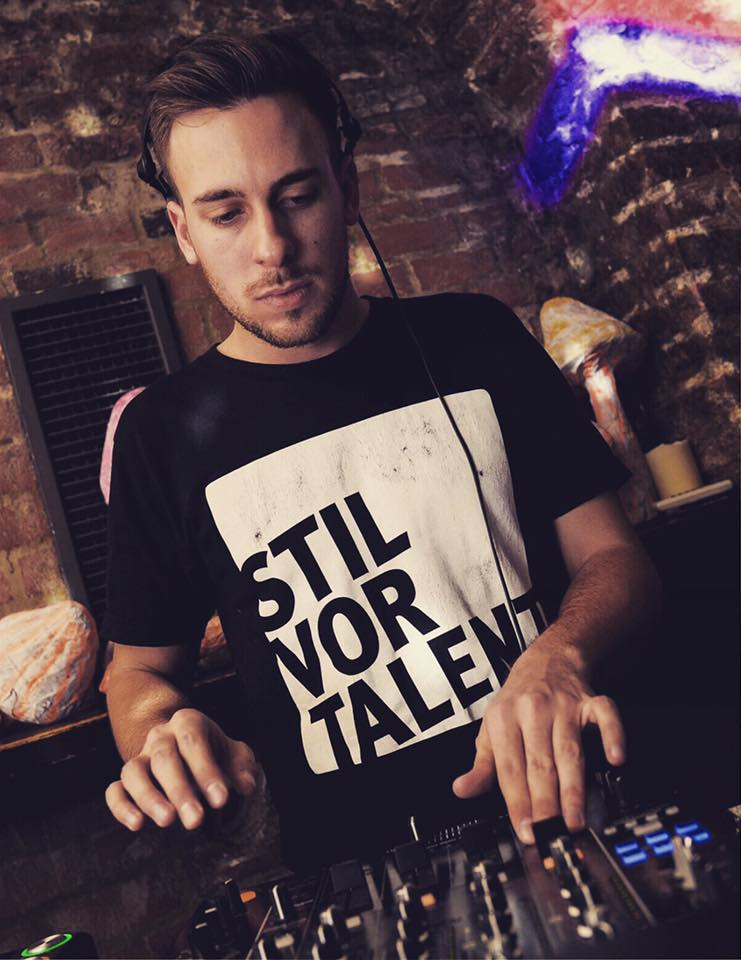
Julian Wassermann

Julian Wassermann (* in Erding; bürgerlich Julian Wurmseher) ist ein deutscher DJ und Musikproduzent im Bereich der elektronischen Tanzmusik. Er veröffentlicht seine Musik unter anderem bei den Labels Warner Music Germany und Stil vor Talent.

## Leben und Wirken
Der bei Erding aufgewachsene Wassermann begann im Alter von 18 Jahren mit den Produzieren elektronischer Tanzmusik. Danach folgte ein Studium von Tontechnik und Musikdesign. 2011 veröffentlichte er seine erste EP Regenbogen beim Label Aoa.
Wassermann ist Resident-DJ im Münchner Techno-Club Harry Klein und erlangte überregionale Bekanntheit durch zahlreiche Auftritte bei Festivals wie SonneMondSterne Festival, Airbeat One und Echelon. Darüber hinaus hat er auch im Watergate und Ritter Butzke aufgelegt. Seinen internationalen Durchbruch erlangte er im Jahr 2019 durch die Veröffentlichung der Single Gotland bei dem renommierten Plattenlabel Kompakt aus Köln.
Wassermanns Musik lässt sich dem melodischen Techno und Tech House zuordnen. Nicht jedes Lied ist rein elektronisch aufgebaut, einige Lieder wie zum Beispiel Guard oder My Enemy enthalten auch Vocals. Wassermann hat mit Moonbootica, Oliver Koletzki und Oliver Schories zusammengearbeitet.

## Diskografie (Auswahl)
EPs
- 2011: Aquarium (Klangpunkt Records)
- 2012: Impulse (Subinstinct Records)
- 2016: Aurea (Stil vor Talent)
- 2018: Elysion (Einmusika Recordings)
- 2019: Muse (Einmusika Recordings)
- 2020: Komet (Renaissance Records)
- 2021: Malva (Einmusika Recordings)

Singles
- 2019: Guard (mit Yates, Warner Music Germany)
- 2019: Gotland (mit Florian Kruse, Kompakt)
- 2019: Radau (Warner Music Germany)